# Oxoglutarátdehydrogenáza

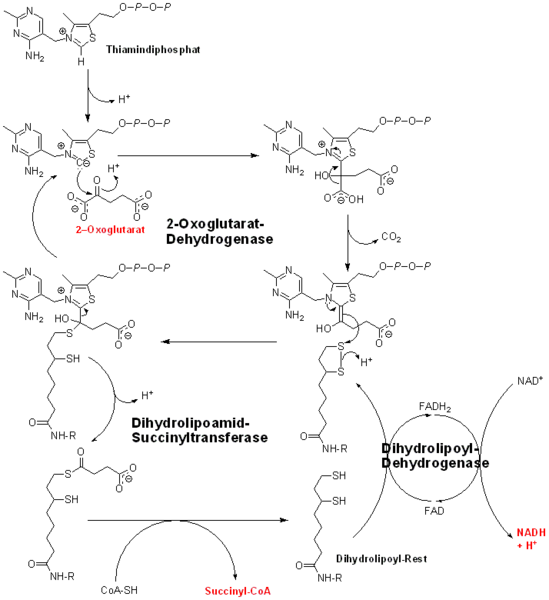
Reakce katalyzované enzymem v dané fázi citrátového cyklu

Oxoglutarátdehydrogenáza je enzymatický komplex, který katalyzuje jeden krok Krebsova cyklu. V důsledku jeho činnosti se oxoglutarát (α-ketoglutarát) mění na sukcinyl-CoA a oxid uhličitý.

## Činnost
Celý komplex má několik částí a jeho práce se dá připodobnit komplexu pyruvátdehydrogenázy. Navíc vyžaduje stejné kofaktory: thiamindifosfát, lipoát, NAD+ a FAD. Sumární reakce, při níž se mimo dekarboxylaci organické látky odehrává ještě redukce NAD+ na NADH+H+, se dá rozdělit na tři kroky, jimiž reakce probíhá:
- E1 – oxoglutarátdehydrogenáza (lipoamid) – oxoglutarátdekarboxyláza; katalyzuje reakci oxoglutarátu s lipoamidem za vzniku S-sukcinyldihydrolipoamidu a uvolnění oxidu uhličitého
- E2 – dihydrolipoamid-S-sukcinyltransferáza – katalyzuje vznik sukcinyl-CoA a dihydrolipoamidu
- E3 – dihydrolipoamiddehydrogenáza – katalyzuje redukci NAD na NADH a oxidaci dihydrolipoamidu na lipoamid

Rovnováha reakce je posunuta silně ve prospěch produktu (sukcinyl-CoA). Enzym však je inhibován arsenitanem, který tak způsobuje hromadění α-ketoglutarátu v těle.

## Patologie
U metabolického onemocnění kombinované malonové a metylmalonové acidurie (CMAMMA) způsobeného nedostatkem ACSF3 je narušena mitochondriální syntéza mastných kyselin (mtFASII), která je prekurzorovou reakcí biosyntézy kyseliny lipoové. Výsledkem je snížený stupeň lipoylace důležitých mitochondriálních enzymů, jako je komplex oxoglutarát dehydrogenázy.